# Katedra Świętego Wawrzyńca w Lugano
Katedra świętego Wawrzyńca w Lugano (wł. Cattedrale di San Lorenzo (Lugano)) jest kościołem biskupim diecezji Lugano w Szwajcarii. Świątynia została zbudowana w stylu renesansowym w latach 1447–1522 według projektu architekta Giovanniego Antonia Amadeo. We wnętrzu znajdują się freski Bernardina Luiniego.